# Briscola (film)
Briscola è un film del 1951 diretto da Aldo Rossi.

## Trama
Presso lo Stadio Luigi Ferraris di Genova diversi ragazzini, tra i quali si distinguono Briscola e Pertica, sono piuttosto bravi a giocare al calcio, ma le loro condizioni sono molto critiche, palloni fatti di stracci, scarpe rotte o mancanti, vestiti logori all'estremo, tuttavia sono spensierati e giocano come possono in strada o nel greto del fiume Bisagno. La piccola Lillina, figlia di un industriale ed orfana di madre, vive allevata da una tutrice e da altri cari servitori della casa, tra cui si distingue il buon maggiordomo Tonio. Dall'alto del muro di cinta della sua villa osserva i ragazzi poveri e malgrado riceva sberleffi ha estrema simpatia per tutti loro. Un giorno questi, sfidati da un ragazzo che frequenta l' "Istituto", cioè il Liceo ginnasio Andrea D'Oria, accettano di giocare contro una squadra vera di studenti, ma non sono in condizioni, senza scarpe la partita finisce in rissa. Lillina apprende la cosa e vorrebbe aiutarli. A loro insaputa cerca di chiedere al padre, tramite il maggiordomo, di fare una donazione, ma sarà invece la servitù a tassarsi. Il maggiordomo dovrà entrare in contatto. però è impacciato ad entrare in confidenza, viene deriso e scacciato dall'orgoglioso gruppetto.
Per raccogliere fondi i nostri amici montano un palcoscenico dal quale si esibiscono in una recita, ma un temporale mette in fuga lo scalcinato pubblico prima che essi riescano a raccogliere offerte. In seguito Tonio, dopo avere assistito ad una partita della Sampdoria, entrando furtivamente negli spogliatoi riesce a convincere Briscola di avere conoscenza e familiarità con i giocatori, che in realtà lo prendono per matto. Riuscirà quindi a conquistare la fiducia dei ragazzi e potrà elargire una somma ed accompagnarli ad acquistare prezioso equipaggiamento, tute, calze, scarpe, cose mai viste!  La squadra potrà ora iscriversi al campionato rionale, e da una partita ad un'altra si giunge ad una finale proprio con i primi sfidanti dell' "Istituto" che si svolge a Cornigliano. Accade però che Briscola in un suo eccesso provoca la caduta di Lillina che batte la testa. Poco prima dell'inizio della finale il maggiordomo disperato confessa ai ragazzi di non essere uno sportivo e che per colpa di Briscola Lillina è grave. I ragazzi sono nel panico, la partita ha inizio, ma prevale lo sconforto. Nel secondo tempo giunge la notizia che Lillina è fuori pericolo anzi essa pretende addirittura una radiocronaca telefonica della partita.  Quindi vittoria e lieto fine al capezzale di Lillina col suo papà che diventerà presidente della squadra.

## Produzione
Il film è stato girato a Genova; fra gli esterni si riconoscono piazza Romagnosi, via del Piano, via A. Diaz (Liceo Doria), via delle Brigate Partigiane, lo stadio Luigi Ferraris e lo scomparso stadio del Littorio di Cornigliano.
Hanno partecipato al film i giocatori della Sampdoria.